# 霍利特大屠殺
2023年10月7日，哈馬斯武裝分子發動阿克薩洪水行動，襲擊位於以色列南部區內蓋夫沙漠的霍利特基布茲。這次襲擊奪走了至少11名基布茲居民和2名農民工的生命。傷亡者中至少有2名美國公民。

## 屠殺
2023年10月7日凌晨，哈馬斯對以色列發動突襲，發射數千枚火箭。在此期間，1500多名哈馬斯武裝分子越過邊境進入以色列，對以色列城鎮和軍事基地發動攻擊。基布茲居民稱，對霍利特的襲擊於上午8點左右開始。哈馬斯武裝分子挨家挨戶屠殺居民，造成至少11名平民死亡，多人受傷。
襲擊發生幾天後，10月11日，哈馬斯發佈一段影片，顯示其在加沙邊境釋放基布茲成員阿維塔爾·阿拉吉姆和她鄰居的孩子。以色列國防軍稱這段影片是「假仁假義」，聲稱這段影片來自襲擊當天。